# Koichi Togashi
Koichi Togashi (Kanagawa, 15 juli 1971) is een voormalig Japans voetballer.

## Carrière
Koichi Togashi speelde tussen 1990 en 1997 voor Verdy Kawasaki, Yokohama Flügels en Consadole Sapporo.

## Statistieken
| Japan   | Japan             | Japan           | League | League | Emperor's Cup | Emperor's Cup | J-League Cup | J-League Cup | Totaal | Totaal |
| Seizoen | Club              | League          | Wed.   | Goals  | Wed.          | Goals         | Wed.         | Goals        | Wed.   | Goals  |
| ------- | ----------------- | --------------- | ------ | ------ | ------------- | ------------- | ------------ | ------------ | ------ | ------ |
| 1990/91 | Yomiuri           | JSL Division 1  | 0      | 0      | 0             | 0             | 0            | 0            | 0      | 0      |
| 1991/92 | Yomiuri           | JSL Division 1  | 0      | 0      | 0             | 0             | 0            | 0            | 0      | 0      |
| 1992    | Verdy Kawasaki    | J. League 1     | -      | -      | 0             | 0             | 0            | 0            | 0      | 0      |
| 1993    | Verdy Kawasaki    | J. League 1     | 2      | 0      | 0             | 0             | 4            | 0            | 6      | 0      |
| 1994    | Verdy Kawasaki    | J. League 1     | 0      | 0      | 0             | 0             | 0            | 0            | 0      | 0      |
| 1995    | Yokohama Flügels  | J. League 1     | 1      | 0      | 0             | 0             | -            | -            | 1      | 0      |
| 1996    | Consadole Sapporo | Football League | 14     | 0      | 1             | 0             | -            | -            | 15     | 0      |
| 1997    | Consadole Sapporo | Football League | 13     | 1      | 0             | 0             | 8            | 0            | 21     | 1      |
| Totaal  | Totaal            | Totaal          | 30     | 1      | 1             | 0             | 12           | 0            | 43     | 1      |